# 24小時博物館
24小時博物館（英語：24 Hour Museum）是一家英國的特殊博物館，隸屬於英國虛擬博物館系統下，館藏提供了超過3400家以上各種博物館所能提供的文物資料、藝廊資訊和歷史遺產等。是一家相當豐富的線上資料庫型博物館。該家博物館同時也利用RSS的方式提供即時的更新訊息通知。

## 历史
2001年成立于英国布莱顿。服務於24小時博物館的人員，基本上在英國的布萊頓上班，此24小時博物館是由英國政府文化媒體運動部門（DCMS）成立，歸博物圖書委員會（MLA）管理。

## 外部連結
- 館方正式網址 （页面存档备份，存于）
- Show me: Games and fun for kids（页面存档备份，存于）
- 即時更新訊息系統